# Harald Kråkenes
Harald Kråkenes (født 8. juli 1926, død 14. november 2004) var en norsk roer fra Bergen, bror til Thorstein Kråkenes. Begge roede i Fana Roklubb.
Kråkenes vandt bronze i otter ved OL 1948 i London, sammen med sin bror Thorstein Kråkenes, Hans Hansen, Halfdan Gran Olsen, Kristoffer Lepsøe, Leif Næss, Thor Pedersen, Carl Monssen og styrmand Sigurd Monssen. Nordmændene blev nummer to i deres indledende heat, men vandt derpå opsamlingsheatet og derpå deres semifinale. I finalen kunne ingen af de to øvrige både følge med USA, der vandt med næsten ti sekunders forspring til Storbritannien på andenpladsen, der var 3,4 sekunder foran de norske bronzevindere.
Efter OL i 1948 skiftede han til firer uden styrmand, blandt andet sammen med sin bror Thorstein, og i denne båd vandt han en bronzemedalje i EM 1949 i Amsterdam.
Han stillede også op i firer uden styrmand ved OL 1952 i Helsinki, hvor nordmændene (ud over Harald også hans brødre Thorstein og Sverre Kråkenes samt Kristoffer Lepsøe) blev nummer to i indledende heat og i semifinalen. I semifinaleopsamlingsheatet blev de nummer tre og kvalificerede sig dermed ikke til finalen.
Hans sidste OL-optræden kom i 1960 i Rom, hvor han roede dobbeltsculler sammen med sin anden bror, Sverre Kråkenes. Duoen blev nummer tre i det indledende heat, og de var færdige i konkurrencen efter opsamlingsheatet, hvor de blev nummer to.

## OL-medaljer
- 1948:  Bronze i otter